# Повстання Штатів
«Повстання Штатів» (англ. Civil War, дослівний переклад: Громадянська війна) — британсько-американський антиутопічний воєнний бойовик сценариста і режисера Алекса Ґарленда. У головних ролях Кірстен Данст, Вагнер Моура, Кейлі Спейні, Стівен Гендерсон і Нік Офферман.
Після політичної кризи частина штатів проголошують свою незалежність і ведуть війська на Вашингтон. Американський уряд вирішує придушити повстання. За подіями спостерігає команда журналістів, прямуючи до Вашингтона, щоб взяти в президента інтерв'ю.

## Сюжет
Сполучені Штати недалекого майбутнього розділені громадянською війною між федеральним урядом на чолі з президентом, і сепаратистськими угрупуваннями. Президент, який перебуває на третьому терміні, виголошує промову, в якій запевняє громадськість, що перемога близько. Насправді «західні сили» (ЗС) на чолі з Техасом і Каліфорнією повільно просуваються до Вашингтона, округ Колумбія.
Ветеранка війни, фотограф Лі Сміт, переживши теракт смертника в Нью-Йорку, і колега-журналіст Джоел зустрічаються з куратором Семмі. Вони діляться планом узяти інтерв'ю в президента. Семмі відмовляє їх від подорожі, бо впевнений у поразці Вашингтона впродовж місяця. Він погоджується лише доїхати з ними до лінії фронту в Шарлоттсвіллі, штат Вірджинія. Наступного ранку Лі дізнається, що Джоел дозволив молодій фотожурналістці, яку Лі зустріла під час теракту, Джессі Каллен, приєднатися до них.
Дорогою журналісти зупиняються на заправці, яку охороняють озброєні люди. Джессі оглядає сусідню автомийку, де виявляє катівню для ймовірних мародерів. Один з охоронців слідує за Джессі, але Лі розряджає ситуацію, фотографуючи чоловіка, який позує зі своїми жертвами. Пізніше Джессі картає себе, що не наважилася зробити знімок. Коли Лі змушує її сфотографувати збитий гелікоптер, Джессі запитує, чи сфотографувала б Лі вбивство Джессі, на що Лі відповідає: «Ти як думаєш?»
Після зупинки на ніч поблизу зони бойових дій, Лі дає поради Джессі як фотографувати бойовиків, які страчують лояльних президенту полонених. Група проводить ніч у таборі для біженців, перш ніж пройти через маленьке містечко, де під пильною охороною жителі намагаються зберігати старий лад життя. Лі та Джессі зближуються, приміряючи одяг у магазині, власниця якого стверджує, що вона «поза політикою».
Пізніше обоє потрапляють у снайперський бій серед залишків різдвяного ярмарку. Снайпери, які перебувають поблизу, відповідають на запитання Джоела на чиєму вони боці цинічним: «вбий або помри». Джессі втрачає чутливість до насильства, спостерігаючи дедалі більше смертей.
Журналісти зустрічають знайомих репортерів, Тоні та Бохаї. Тоні та Джессі міняються авто, внаслідок чого його групу переслідують ополченці у формі, які ховають мирних жителів у братській могилі. Ватажок ополченців страчує і Бохаї, і Тоні за те, що вони не американці. Інших рятує Семмі, збивши ополченців на авто, але постріл услід смертельно ранить його.
Травмовані, решта троє прибувають на базу ЗС Шарлоттсвіль. Від британської подруги Лі, репортерки Ані, Джоел дізнається, що більшість президентських сил здалися, залишивши округ Колумбія незахищеним. Джоел вважає смерть Семмі безглуздою, але Лі каже Джессі, що Семмі помер, роблячи те, що хотів. Лі видаляє зроблену Джессі фотографію його трупа Семмі.
Журналісти опиняються серед військ ЗС під час атаки на Вашингтон. Джессі неодноразово ризикує опинитися під обстрілом, щоб зробити фотографії, а Лі бореться з утомою. Після того, як ЗС перетинають укріплений периметр Білого дому, президентський лімузин намагається втекти, але його швидко перехоплюють, а пасажирів убивають. Президента серед них не виявляється. Журналісти прямують усередину Білого дому, за ними йде загін солдатів ЗС.
Солдати застрелюють прессекретарку, яка вимагала безпечного проходу для президента. Під час стрілянини Лі відштовхує Джессі та опиняється на лінії вогню. Джессі фіксує її смерть. Потім вона слідує за солдатами до Овального кабінету, де президента витягують з-під столу й готуються стратити. Джоел на мить зупиняє їх, щоб отримати від президента коментар. Той відповідає: «Не дайте їм мене вбити». Задоволений Джоел дозволяє застрелити президента. Джессі фотографує солдатів ЗС, які позують біля трупа.

## Акторський склад
- Кірстен Данст — Лі, воєнний фотокореспондент
- Вагнер Моура — Джоел, журналіст
- Кейлі Спейні — Джессі, фотограф-початківець
- Стівен Гендерсон — Семмі, журналіст і наставник Лі та Джоела
- Соноя Мідзуно — Аня
- Нік Офферман — Президент США
- Джефферсон Вайт — Дейв
- Цзінь Ха — снайпер
- Карл Ґлусман — помічник снайпера
- Джессі Племенс — солдат

## Виробництво
У січні 2022 року анонсовано, що сценаристом і режисером фільму для компанії A24 стане Алекс Ґарленд, головні ролі виконають Кірстен Данст, Вагнер Моура, Стівен МакКінлі Гендерсон і Кейлі Спейні. Карл Глусман оголошений частиною акторського складу у квітні. У травневому інтерв'ю для The Daily Telegraph Ґарленд описав фільм як доповнення до фільму жахів 2022 року «Чоловічий рід». Режисер також повідомив, що сюжет фільму «розгортається в невизначеному майбутньому — достатньо далекому, щоб я міг додати зарозумілість — і служить науково-фантастичною алегорію для нашого нині поляризованого скрутного становища». У тому ж інтерв'ю стало відомо, що Соноя Мідзуно долучилася до акторського складу.
Знімання почалися в Атланті 15 березня 2022 року. У травні виробництво було перенесено до Лондона.
Для компанії A24 «Громадянська війна» — найдорожчий проєкт на сьогодні. До цього рекорд належав комедії «Усі страхи Бо». Витрати виробництва заявлені на рівні $75 млн.

## Реліз
Світова прем'єра фільму відбулася на фестивалі South by Southwest 14 березня 2024 року.
Прем'єра фільму в Україні запланована на 11 квітня 2024 року, у Сполучених Штатах та Великій Британії — компанією A24 на 12 квітня.

## Сприйняття
На сайті Rotten Tomatoes 81 % рецензій критиків є позитивними із середньою оцінкою 7,6/10. Консенсус критиків вебсайту стверджує: «Жорсткі і тривожні за задумом „Повстання Штатів“ — це захопливий погляд зблизька на насильницьку невизначеність життя в країні, що переживає кризу». Середньозважена оцінка на Metacritic складає 75 зі 100, вказуючи на «загалом схвальні» відгуки. Авдиторія, опитана CinemaScore, поставила фільму середню оцінку «B–» за шкалою від A+ до F, тоді як глядачі, опитані PostTrak, дали йому загальну позитивну оцінку в 76 %, з яких 53 % сказали, що однозначно рекомендують його. Сайт Screen Rant назвав зображення війни у фільмі та режисерський вибір Гарленда, наприклад використання зйомки, знятою з рук камерою, підставою для позитивного сприйняття фільму.
Маногла Дарґіс у «The New York Times» відгукнулася про фільм як дискомфортний, що вже своєю передумовою про громадянську війну в США налаштовує глядачів на те, що щасливий кінець тут неможливий. Насильство, показане в «Повстанні Штатів» безперервно жорстоке та присутнє як частина життя, що продовжує існувати, коли його не бачать головні герої. Незрозуміло, чому почалася війна і хто зробив перший постріл, але «Повстання Штатів» зачіпає дорослі страхи: «що, якби демократичний експеримент під назвою Америка припинився?».
Ловія Ґ'яркі описала в «The Hollywood Reporter», що міркування та запитання про «що означає бути американцем?» переживаються глядачем здебільшого на інтелектуальному рівні через споглядання залишків довоєнного часу. Фільм критикує самоміфологізацію американців, їхню віру в винятковість США, де подібне нібито не може статися. Данст робить Лі неймовірно переконливою фігурою, але брак деталей тримає її героїню в тіні. Те саме стосується Джессі, молодість якої дає зрозуміти її ризиковану поведінку, та Джоела, латиноамериканця з Флориди (штату, який тут має власну фракцію, окрему від ЗС).
Юрій Луканов з українського «Детектора медіа» підсумував фільм: «„Повстання штатів“: замість налякати — насмішив». Майже половина американців вірять, що подібна війна можлива в найближчі десять років. Але «Повстання Штатів» зображає війну без розвитку характерів, без пошуку причин, без моральних оцінок як низку епізодів з фіналом, більше схожим на пародію. «Для українців, які не лише на екрані пережили Маріуполь, Бучу, Гостомель, Бахмут і які ледь не щодня звикли до прильотів ракет, це, я б сказав, декоративне кіно виглядатиме штучним».
На думку Марини Григоренко з УНІАН, «Повстання Штатів» — це найбільш наближена до реальності робота Алекса Ґарленда, що зумисне не розкриває суті конфлікту. «У фільмі є певні алюзії на реальні події у світі, але вони притаманні не лише США, а є певним узагальненням ситуації у світі, а також закликом до того, щоб не допустити щось подібне».